# Арал-Асар
Арал-Асар — городище или же поселение XIV века. Обнаружено на дне высохшего участка Аральского моря.
Размером около 300×200 метров. Остатки жилых сырцовых построек и небольшой некрополь — Кердери 2. Западнее поселения обнаружены остатки рисовых полей. Поселение датировано по обнаруженным монетам золотоордынского периода.